# مارتن بيدل
مارتن بيدل (بالإنجليزية: Martin Biddle)‏ هو عالم آثار بريطاني، ولد في 4 يونيو 1937 في حي هرو لندن في المملكة المتحدة.